# Madeline Carroll
Marissa Madeline Carroll (Los Angeles, 18 marzo 1996) è un'attrice statunitense, il cui ruolo principale finora è stato quello di Molly Johnson, nella pellicola del 2008  Swing Vote - Un uomo da 300 milioni di voti.

## Biografia e carriera
Nata e cresciuta a Los Angeles, in California, Madeline Carroll ha tre fratelli. Sua madre è una casalinga, mentre suo padre un imprenditore.
Dopo aver avuto innumerevoli ruoli di supporto in film e serie televisive commedia e drammatiche, Carroll ha debuttato al cinema da protagonista con il film romantico Il primo amore non si scorda mai, del 2010, insieme al protagonista maschile Callan McAuliffe.
Oltre ad essere apparsa in vari episodi di numerose serie televisive quali NCIS - Unità anticrimine, Cold Case - Delitti irrisolti, Grey's Anatomy, Lie to Me, Night Stalker, Wanted e Lost, ha partecipato anche a lungometraggi come Santa Clause è nei guai e Resident Evil: Extinction. Il suo primo ruolo di rilievo è stato quello di Molly nel film del 2008 Swing Vote - Un uomo da 300 milioni di voti, seguito nel 2010 da The Spy Next Door con Jackie Chan. Nello stesso anno, è stata scelta come protagonista dell'adattamento cinematografico di Il primo amore non si scorda mai, originariamente di Wendelin Van Draanen. Il suo ultimo ruolo di rilievo è stato quello di Janie Popper, nel film del 2011 I pinguini di Mr. Popper.
Oltre a cinema e televisione, è apparsa in spot pubblicitari quali quello della catena di fast food Subway.

## Filmografia

### Cinema
- Chiamata da uno sconosciuto (2006)
- Santa Clause è nei guai (2006)
- Resident Evil: Extinction (2007)
- Swing Vote - Un uomo da 300 milioni di voti (2008)
- Astro Boy (2009) - voce
- Operazione Spy Sitter (2010)
- Il primo amore non si scorda mai (2010)
- I pinguini di Mr. Popper (2011)
- Café (2011)
- Machine Gun Preacher (2011)
- The Magic of Belle Isle (2012)
- Una canzone per mio padre (I Can Only Imagine), regia di Andrew e Jon Erwin (2018)

### Televisione
- Hidden Howie: The Private Life of a Public Nuisance – serie TV (2005)
- Night Stalker – serie TV, 2 episodi (2005)
- Wanted – serie TV, 2 episodi (2005)
- All of Us – serie TV, 1 episodio (2006)
- Passions – serie TV, 1 episodio (2006)
- Lost – serie TV, 1 episodio 2006)
- Grey's Anatomy – serie TV, episodio 5x09 (2008)
- Lie to Me – serie TV, 1 episodio (2009)
- Cold Case - Delitti irrisolti (Cold Case) – serie TV, 2 episodi (2003-2009)
- The Cleaner – serie TV, 1 episodio (2009)
- NCIS - Unità anticrimine (NCIS) – serie TV, episodio 7x09 (2009)
- Private Practice – serie TV 1 episodio (2010)
- R.L. Stine's The Haunting Hour – serie TV, 1 episodio (2011)

## Doppiatrici italiane
Nelle versioni in italiano delle opere in cui ha recitato, Madeline Carroll è stata doppiata da:
- Lucrezia Marricchi in Cold Case - Delitti irrisolti (ep. 6x21)
- Giulia Franceschetti in NCIS - Unità anticrimine
- Lilian Caputo ne I pinguini di Mr. Popper
- Martina Felli in Scandal
- Mariagrazia Cerullo in Criminal Minds